# Tinagma columbella
Tinagma columbella — вид лускокрилих комах родини дугласіїд (Douglasiidae).

## Поширення
Вид поширений в Туреччині та Ірані. На сайті «Метелики Криму» вказаний як представник фауни Криму, хоча не наводиться жодних джерел на підтвердження.